# Niccolò Circignani

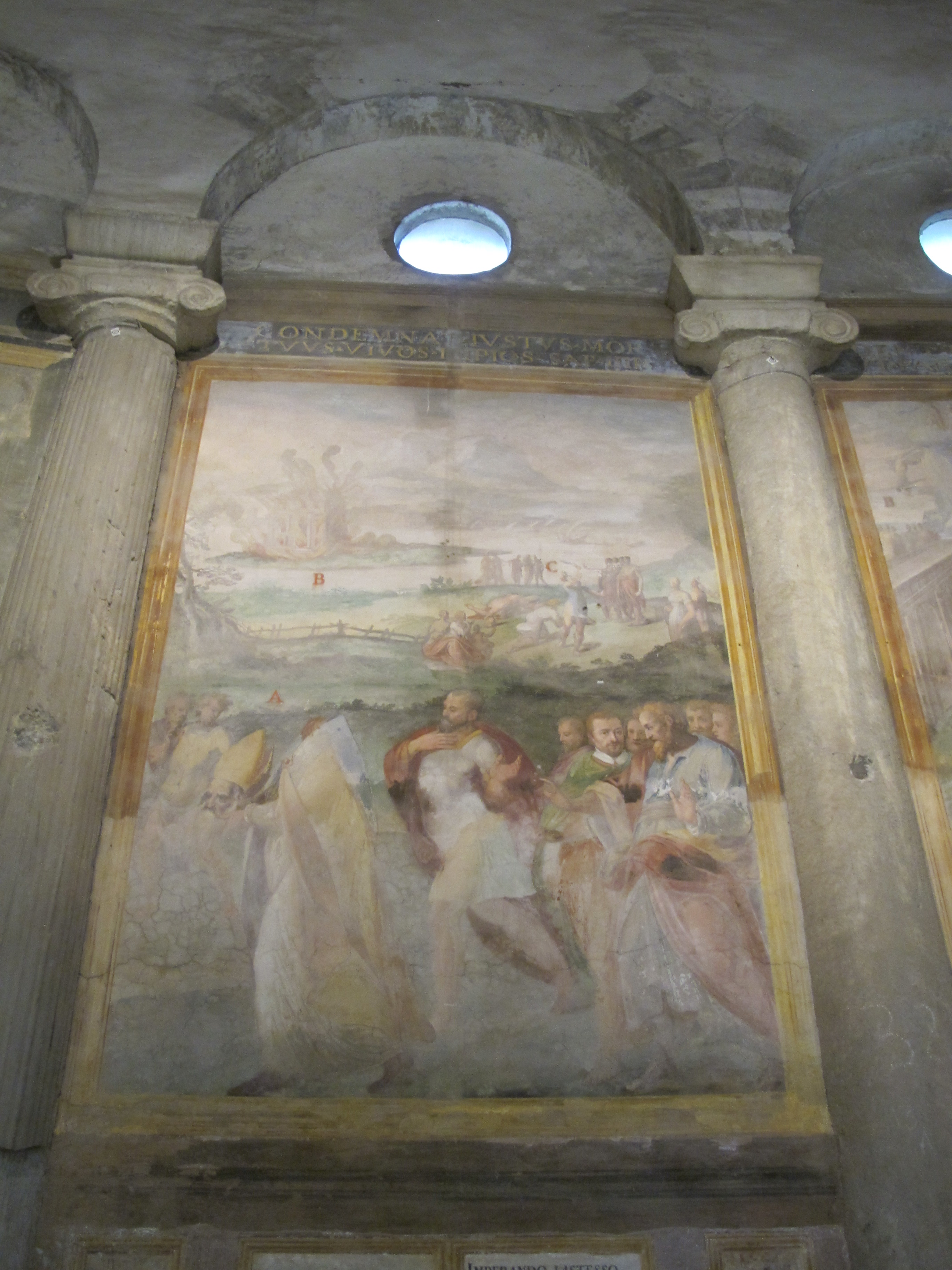
Il quinto personaggio da destra è l'autoritratto del Pomarancio, visibile nella basilica di Santo Stefano Rotondo al Celio, Roma

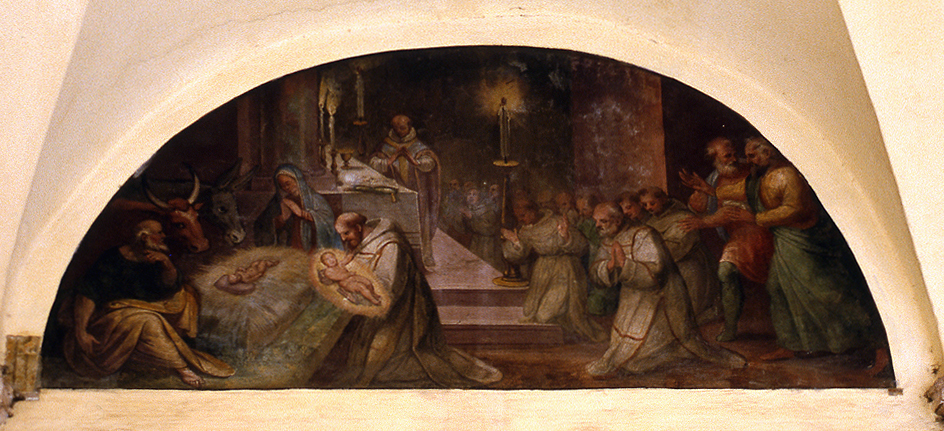
Dipinto di Niccolò Circignani presso la Reale Accademia di Spagna a Roma (1585)

Niccolò Circignani detto il Pomarancio (Pomarance, 1530 circa – 1597 circa) è stato un pittore italiano.

## Biografia
I primi lavori di Niccolò Circignani (talvolta riportato anche come Cercignani, cosiddetto dal paese nativo Pomarance, ora in provincia di Pisa) sono documentati intorno al 1562 a Roma, dove dipinse gli affreschi del cortile del Belvedere in Vaticano con Santi di Tito.
In seguito lo troviamo attivo ad Orvieto (1570), Umbertide (1572), Città di Castello (1573-1577), Castiglione del Lago (1574) e a Città della Pieve. 
Lavorò anche con Hendrick van den Broeck nella cattedrale di Orvieto e nel 1568 eseguì gli affreschi della chiesa Maestà delle Volte a Perugia, la Resurrezione (1569) a Panicale e una Annunciazione (1577, ora nella pinacoteca di Città di Castello).
Dipinse anche gli affreschi su temi mitologici, come il Giudizio di Paride, Storie dell'Eneide e altri, in collaborazione con Giovanni Antonio Pandolfi, nel palazzo della Corgna a Castiglione del Lago. Le pitture raffiguranti le "gesta di Ascanio" gli furono commissionate dal marchese Diomede della Corgna che sottoscrisse il contratto nel 1574. Il pittore toscano realizzò, inoltre, parte della decorazione pittorica del palazzo della Corgna a Città della Pieve.
Nel 1579 tornò a Roma per lavorare con Mattheus Bril e decorò la Sala della Meridiana nella Torre dei venti e nelle Logge di Raffaello (1580-1583) in Vaticano. 
Tra il 1582 e il 1583 si dedicò all'esecuzione degli affreschi della basilica di Santo Stefano Rotondo al Celio: ventiquattro scene che imitano rilievi scultorei, in toni di giallo, raffiguranti la storia di santo Stefano e del suo culto. Ricevette l'incarico di dipingere il muro che chiudeva l'ambulacro con scene di martirio. Il ciclo inizia con la Crocifissione di Gesù, a cui segue la lapidazione di santo Stefano, con sullo sfondo le raffigurazioni dei supplizi degli apostoli. Qui si nota il suo autoritratto.
Nel 1589 l'artista è documentato presso l'abbazia di Valvisciolo a Sermoneta dove gli fu affidata la messa in opera degli affreschi nella cappella Caetani con storie di san Lorenzo, nel presbiterio e nel coro della chiesa. I cicli pittorici furono voluti dal cardinale Enrico Caetani e dal duca Onorato IV. Completati in occasione della visita, che si tenne dall'undici al ventuno ottobre del 1589, di papa Sisto V nel ducato di Sermoneta. Inoltre numerosi sono i riferimenti visivi al titolo ducale (putti che sorreggono la corona ducale) conferito da Sisto V qualche anno prima, con la bolla "Coelestis Altitudinis", proprio a Onorato IV Caetani.
La paternità degli affreschi a Niccolò Circignani è attestata da due iscrizioni ritrovate nel coro, in cui ci sono chiare attinenze anche ai suoi collaboratori, tra cui emerge il nome del figlio Antonio. Il pittore morì, all'età di 67 anni, nel 1597.